# Шавоа
Шавоа (фр. Chavoy) насеље је и општина у северној Француској у региону Доња Нормандија, у департману Манш која припада префектури Авранш.
По подацима из 2011. године у општини је живело 145 становника, а густина насељености је износила 39,19 становника/km². Општина се простире на површини од 3,7 km². Налази се на средњој надморској висини од 50 метара (максималној 127 m, а минималној 20 m).

## Демографија
| 1962. | 1968. | 1975. | 1982. | 1990. | 1999. | 2011. |
| ----- | ----- | ----- | ----- | ----- | ----- | ----- |
| 90    | 97    | 92    | 70    | 58    | 77    | 145   |

График промене броја становника у току последњих година